# Afrikanska mästerskapen i fäktning 2022
Afrikanska mästerskapen i fäktning 2022 arrangerades mellan den 15 och 19 juni 2022 i Casablanca i Marocko. Det var den 20:e upplagan av afrikanska mästerskapen i fäktning.

## Medaljörer

### Herrar
| Gren                  | Guld                                                                      | Silver                                                                        | Brons                                                                      |
| Värja, individuellt   | Mohamed El-Sayed                                                          | Ahmad El-Sokkary                                                              | Bedi Beugré                                                                |
| Värja, individuellt   | Mohamed El-Sayed                                                          | Ahmad El-Sokkary                                                              | Harry Saner                                                                |
| Värja, lag            | Egypten Mohamed El-Sayed Ahmed El-Sayed Ahmad El-Sokkary Mohamed Yasseen  | Marocko Houssam El Kord Abdel-Karim El Haouari Omar Nahi Zacharie Hervé Roger | Sydafrika Sergey Losevskiy Harry Saner Pavel Tychler Given Maduma          |
| Florett, individuellt | Alaaeldin Abouelkassem                                                    | Mohamed Hamza                                                                 | Youcef Madi                                                                |
| Florett, individuellt | Alaaeldin Abouelkassem                                                    | Mohamed Hamza                                                                 | Mohamed Hassan                                                             |
| Florett, lag          | Egypten Alaaeldin Abouelkassem Mohamed Hassan Mohamed Essam Mohamed Hamza | Algeriet Dani-Adam Fellah Salim Heroui Youcef Madi                            | Tunisien Mohamed Cherni Ali Ghrairi Mohamed Fadi Nefzi Mohamed Aziz Metoui |
| Sabel, individuellt   | Farès Ferjani                                                             | Medhat Moataz                                                                 | Mohamed Amer                                                               |
| Sabel, individuellt   | Farès Ferjani                                                             | Medhat Moataz                                                                 | Ahmed Ferjani                                                              |
| Sabel, lag            | Tunisien Mohamed Cherni Ahmed Ferjani Farès Ferjani Amen Allah Hemissi    | Egypten Mohamed Amer Medhat Moataz Adham Moataz Ziad El-Sissy                 | Algeriet Akram Bounabi Adem Abdelhacib Izem Zacharia Bounachada            |

### Damer
| Gren                  | Guld                                                                      | Silver                                                                           | Brons                                                       |
| Värja, individuellt   | Nardin Ehab                                                               | Shirwit Gaber                                                                    | Aya Hussein                                                 |
| Värja, individuellt   | Nardin Ehab                                                               | Shirwit Gaber                                                                    | Ndeye Binta Diongue                                         |
| Värja, lag            | Egypten Nardin Ehab Shirwit Gaber Mennallah Hany Aya Hussein              | Marocko Camélia El Kord Chloe Bousfiha Myriam Bouayadi                           | Algeriet Maroua Gueham Leia Racha Malek Yousra Zebboudj     |
| Florett, individuellt | Noura Mohamed                                                             | Youssra Zakarani                                                                 | Noha Hany                                                   |
| Florett, individuellt | Noura Mohamed                                                             | Youssra Zakarani                                                                 | Yara El-Sharkawy                                            |
| Florett, lag          | Egypten Yara El-Sharkawy Noha Hany Noura Mohamed Mariam El-Zoheiry        | Algeriet Selma Lilia Benchekor Meriem Mebarki Sonia Zeboudj Chaima Nihal Guemmar | Marocko Youssra Zakarani Ilham Belfkih Manal Karmaoui       |
| Sabel, individuellt   | Zohra Nora Kehli                                                          | Nada Hafez                                                                       | Saoussen Boudiaf                                            |
| Sabel, individuellt   | Zohra Nora Kehli                                                          | Nada Hafez                                                                       | Mariam Deghiedy                                             |
| Sabel, lag            | Algeriet Saoussen Boudiaf Zohra Nora Kehli Kaouther Belkebir Abik Boungab | Tunisien Rania Ferjani Olfa Hezami Yasmine Daghfous Nour El-Houda Mami           | Egypten Nada Hafez Zeina Saleh Sara Shouman Mariam Deghiedy |

## Medaljtabell
*   Värdland ( Marocko)
| Nr                  | Nation              | Guld | Silver | Brons | Totalt |
| ------------------- | ------------------- | ---- | ------ | ----- | ------ |
| 1                   | Egypten             | 8    | 6      | 7     | 21     |
| 2                   | Algeriet            | 2    | 2      | 4     | 8      |
| 3                   | Tunisien            | 2    | 1      | 2     | 5      |
| 4                   | Marocko*            | 0    | 3      | 1     | 4      |
| 5                   | Sydafrika           | 0    | 0      | 2     | 2      |
| 6                   | Elfenbenskusten     | 0    | 0      | 1     | 1      |
| 6                   | Senegal             | 0    | 0      | 1     | 1      |
| Totalt (7 nationer) | Totalt (7 nationer) | 12   | 12     | 18    | 42     |